# Psaenythia annulata
Psaenythia annulata är en biart som beskrevs av Carl Eduard Adolph Gerstäcker 1868. Psaenythia annulata ingår i släktet Psaenythia och familjen grävbin. Inga underarter finns listade i Catalogue of Life.